# 청주중앙중학교
청주중앙중학교(淸州中央中學校)는 대한민국 충청북도 청주시 청원구 우암동에 있는 공립 중학교이다.

## 학교 연혁
- 1984년 11월 30일 : 청주중앙중학교 설립 인가(24학급)
- 1985년 3월 5일 : 개교 및 입학식
- 1988년 2월 10일 : 제1회 졸업(남 204명, 여 336명 계 540명)
- 2018년 3월 1일 : 안전교육 연구학교(교육부 요청 충청북도 교육청 지정)
- 2023년 9월 1일 : 제18대 이은자 교장 부임
- 2024년 2월 7일 : 제37회 졸업(남 111명, 여 23명 계 134명) 총 졸업생수 13,033명
- 2024년 3월 4일 : 신입생 입학(남 133명, 여 42명 계 175명)

## 참고 자료
- 청주중앙중학교 - 한국교육학술정보원 학교알리미